# Antoni Comas i Baldellou
|  | Per a altres significats, vegeu «Antoni Comas». |

Antoni Comas i Baldellou (Barcelona, 4 de gener de 1934) és un economista i polític català, conseller de la Generalitat de Catalunya i diputat al Parlament de Catalunya en la IV, V i VI legislatures.

## Biografia
Estudià a l'Escola d'Alts Estudis Mercantils, on va obtenir el títol de professor mercantil. Posteriorment en llicenciaria en ciències econòmiques per la Universitat de Barcelona. Ha treballat com a director general a editorial Ariel, Seix Barral (1967-1978) i Plaza & Janés (1981-1983). El juny de 1983 fou processat amb quatre persones més sota l'acusació d'haver retingut impostos quan era membre del consell d'administració de Seix Barral.
Des del 1981 va ocupar diversos càrrecs interns a Convergència Democràtica de Catalunya (CDC), partit en el qual milita des de 1976. Del 1979 al 1991 fou regidor de l'Ajuntament de Barcelona per CiU i tinent d'alcalde de Finances el 1979-1981. A les eleccions al Parlament de Catalunya de 1988 fou elegit diputat al Parlament de Catalunya i nomenat conseller de Benestar Social de la Generalitat de Catalunya fins al 1999.
El 2010 ha publicat el llibre Política social (Tibidabo Edicions). L'abril de 2013 fou confirmar com a president de la Federació de Cristians de Catalunya per l'arquebisbe de Barcelona Lluís Martínez i Sistach. Darrerament també s'ha mostrat partidari de la independència de Catalunya.
El seu fill, Jordi Comas i Planas, és conseller delegat d'Andbank, un dels bancs andorrans afectats per l'escàndol dels diners de la suposada herència de l'expresident Jordi Pujol i Soley.